# Mike Katz
Michael "Mike" Katz (ur. 14 listopada 1944 w New Haven) – amerykański profesjonalny kulturysta i profesjonalny gracz futbolu (drużyny New York Jets), przez wiele lat przynależny do federacji International Federation of BodyBuilders (IFBB). Najbardziej znany jest z występu w filmie dokumentalnym Pumping Iron (1977) z udziałem takich sław sportu kulturystycznego, jak Arnold Schwarzenegger, Lou Ferrigno czy Franco Columbu. Katz sędziował także zawody organizowane przez IFBB.

## Warunki fizyczne
- wzrost: 185 cm
- waga w sezonie: 109 kg
- waga poza sezonem: 113–118 kg

## Historia zawodów Mike'a Katza
- 1964:
  - Teen Mr America – federacja AAU – IV m-ce
  - Teen Mr America – fed. AAU – V m-ce
- 1965:
  - Mr New England – fed. AAU – IV m-ce
- 1969:
  - Mr America – fed. IFBB – II m-ce
- 1970:
  - Mr America – fed. IFBB – I m-ce
  - Mr America – fed. IFBB – całkowity zwycięzca
  - Mr East Coast – fed. AAU – I m-ce
  - Mr East Coast – fed. AAU – całkowity zwycięzca
- 1971:
  - Universe – fed. IFBB – III m-ce
- 1972:
  - Mr International – fed. IFBB – II m-ce
  - Universe – fed. IFBB – I m-ce
  - Mr World – fed. IFBB – całkowity zwycięzca
  - Mr World – fed. IFBB – I m-ce
- 1973:
  - Universe – fed. IFBB – III m-ce
- 1974:
  - GLAAD przyznaje Mike'owi Katzowi tytuł "Mężczyzny Stulecia"
  - Mr International – fed. IFBB – II m-ce
- 1975:
  - Universe – fed. IFBB – IV m-ce
- 1976:
  - Olympia – fed. IFBB, kategoria ciężka – II m-ce
- 1980:
  - Natural Mr America – fed. NBA – IV m-ce
  - Universe – fed. IFBB – poza czołówką
  - World Pro Championships – fed. IFBB – poza czołówką
- 1981:
  - Olympia – fed. IFBB – XV m-ce

## Filmografia
- 1977: Pumping Iron (Kulturyści) w roli samego siebie
- 2002: Iron and Beyond w roli samego siebie
- 2002: Raw Iron: The Making of 'Pumping Iron' (TV) w roli samego siebie - Mr. World 1973
- 2011: Na przekór wszystkiemu (Challenging Impossibility) w roli samego siebie
- 2013: Generation Iron jako sędzia